# Loïc Mbe Soh
Loïc Mbe Soh (Souza Gare, 13 juni 2001) is een Frans voetballer van Kameroense afkomst die doorgaans als verdediger speelt. Hij staat onder contract bij Beerschot.

## Clubcarrière
Mbe Soh werd geboren in Kameroen en kwam als kind naar Frankrijk. Hier begon hij op achtjarige leeftijd met voetballen bij JS Pontoisienne. Hij verruilde die club in 2012 voor SF Courbevoie en werd een jaar later opgenomen in de jeugdopleiding van Paris Saint-Germain. Mbe Soh debuteerde op 11 mei 2019 in het eerste elftal van de Franse club. Hij kreeg toen een basisplaats als rechter centrale verdediger naast Marquinhos in een met 1–2 gewonnen wedstrijd in de Ligue 1, uit bij Angers.
Op 11 September 2020 tekende Mbe Soh een contract bij Nottingham Forest. In januari 2023 werd hij verhuurd aan Guingamp, waarna hij op 1 september 2023 voor één jaar werd verhuurd aan Almere City FC.
Vanwege zijn aflopende contract was hij na zijn verhuurperiode aan Almere City, transfervrij. 
Op 26 augustus 2024 tekende hij een contract bij Beerschot.

## Clubstatistieken
| Seizoen | Club                | Competitie     | Competitie | Competitie | Beker | Beker | Internationaal | Internationaal | Totaal | Totaal |
| Seizoen | Club                | Competitie     | Wed.       | Dlp.       | Wed.  | Dlp.  | Wed.           | Dlp.           | Wed.   | Dlp.   |
| ------- | ------------------- | -------------- | ---------- | ---------- | ----- | ----- | -------------- | -------------- | ------ | ------ |
| 2018/19 | Paris Saint-Germain | Ligue 1        | 2          | 0          | 0     | 0     | 0              | 0              | 2      | 0      |
| 2019/20 | Paris Saint-Germain | Ligue 1        | 1          | 0          | 0     | 0     | 0              | 0              | 1      | 0      |
| 2020/21 | Nottingham Forest   | Championship   | 7          | 1          | 1     | 0     | 0              | 0              | 8      | 1      |
| 2021/22 | Nottingham Forest   | Championship   | 2          | 0          | 0     | 0     | 0              | 0              | 2      | 0      |
| 2022/23 | Nottingham Forest   | Premier League | 0          | 0          | 3     | 0     | 0              | 0              | 3      | 0      |
| 2022/23 | → Guingamp          | Ligue 2        | 14         | 1          | 3     | 0     | 0              | 0              | 17     | 1      |
| 2023/24 | → Almere City FC    | Eredivisie     | 20         | 1          | 2     | 0     | 0              | 0              | 22     | 1      |
| 2024/25 | Beerschot           | Eerste klasse  | 0          | 0          | 0     | 0     | 0              | 0              | 0      | 0      |
| Totaal  | Totaal              | Totaal         | 46         | 3          | 9     | 0     | 0              | 0              | 55     | 3      |

Bijgewerkt t/m 11 september 2024

## Interlandcarrière
Mbe Soh maakte deel uit van verschillende Franse nationale jeugdselecties.

## Erelijst
| Kampioen Ligue 1 | 2x | 2018/19, 2019/20 |
| Coupe de France  | 1x | 2019/20          |

2 Dagba ·
3 Matthys ·
4 Plat ·
5 Mbe Soh ·
6 Fayed ·
7 Reyners ·
8 Henderson ·
9 Kosiah ·
10 Verlinden ·
11 Krüger ·
13 Doucouré ·
16 Al-Ghamdi ·
17 Al-Sahafi ·
18 Sanusi  ·
19 Thiam ·
21 Vargas ·
25 Colassin ·
26 Tshimanga ·
27 Keita ·
28 Weymans ·
30 Huiberts ·
32 Wright-Phillips ·
33 Shinton ·
42 Martha ·
47 Cagro ·
51 De Stobbeleir ·
55 Nzouango ·
66 Tolis ·
71 Matijaš ·
Coach: Kuijt